# Belgien i olympiska sommarspelen 2004
Belgien i olympiska sommarspelen 2004 bestod av 50 idrottare som blivit uttagna av Belgiens olympiska kommitté.

## Bordtennis
| Idrottare         | Gren       | Omgång 1             | Omgång 2             | Omgång 3             | Omgång 4             | Kvartsfinaler        | Semifinaler          | Final                |                  |
| Idrottare         | Gren       | Motståndare Resultat | Motståndare Resultat | Motståndare Resultat | Motståndare Resultat | Motståndare Resultat | Motståndare Resultat | Motståndare Resultat |                  |
| ----------------- | ---------- | -------------------- | -------------------- | -------------------- | -------------------- | -------------------- | -------------------- | -------------------- | ---------------- |
| Jean-Michel Saive | Herrsingel | BYE                  | BYE                  | Lin (DOM) L 2–4      | Gick inte vidare     | Gick inte vidare     | Gick inte vidare     | Gick inte vidare     | Gick inte vidare |

## Cykling

### Mountainbike
| Idrottare      | Gren                  | Tid     | Placering |
| -------------- | --------------------- | ------- | --------- |
| Roel Paulissen | Herrarnas terränglopp | 2:18,10 | 4         |

### Landsväg
Herrar
| Idrottare         | Gren                | Tid        | Placering |
| ----------------- | ------------------- | ---------- | --------- |
| Philippe Gilbert  | Herrarnas linjelopp | 5:44:13    | 49        |
| Axel Merckx       | Herrarnas linjelopp | 5:41:52    | 3         |
| Peter Van Petegem | Herrarnas linjelopp | 5:42:03    | 40        |
| Wim Vansevenant   | Herrarnas linjelopp | DNF        | x         |
| Marc Wauters      | Herrarnas linjelopp | DNF        | x         |
| Peter Van Petegem | Herrarnas tempolopp | 1:00:31,49 | 18        |
| Marc Wauters      | Herrarnas tempolopp | 59:59,63   | 13        |

Damer
| Idrottare        | Gren               | Tid     | Placering |
| ---------------- | ------------------ | ------- | --------- |
| Sharon Vandromme | Damernas linjelopp | 3:25:42 | 21        |

### Bana
Poänglopp
| Matthew Gilmore             | Herrarnas poänglopp | i.u. | i.u. | i.u. | i.u. | 7 poäng 0 Extravarv | 18 |
| Matthew Gilmore Iljo Keisse | Herrarnas Madison   | i.u. | i.u. | i.u. | i.u. | 3 poäng -1 varv     | 11 |

## Friidrott
Herrar
Bana, maraton och gång
| Idrottare             | Gren        | Heat     | Heat      | Kvartsfinal      | Kvartsfinal      | Semifinal        | Semifinal        | Final            | Final            |
| Idrottare             | Gren        | Resultat | Placering | Resultat         | Placering        | Resultat         | Placering        | Resultat         | Placering        |
| --------------------- | ----------- | -------- | --------- | ---------------- | ---------------- | ---------------- | ---------------- | ---------------- | ---------------- |
| Cédric Van Branteghem | 400 meter   | 45,70    | 4 q       | i.u.             | i.u.             | 46,03            | 8                | Gick inte vidare | Gick inte vidare |
| Joeri Jansen          | 800 meter   | 1:46,66  | 3         | Gick inte vidare | Gick inte vidare | Gick inte vidare | Gick inte vidare | Gick inte vidare | Gick inte vidare |
| Tom Compernolle       | 5 000 meter | 13:43,44 | 14        | Gick inte vidare | Gick inte vidare | Gick inte vidare | Gick inte vidare | Gick inte vidare | Gick inte vidare |
| Monder Rizki          | 5 000 meter | 14:03,58 | 16        | Gick inte vidare | Gick inte vidare | Gick inte vidare | Gick inte vidare | Gick inte vidare | Gick inte vidare |

Damer
Bana, maraton och gång
| Idrottare                                                       | Gren          | Heat     | Heat      | Kvartsfinal | Kvartsfinal | Semifinal | Semifinal | Final            | Final            |
| Idrottare                                                       | Gren          | Resultat | Placering | Resultat    | Placering   | Resultat  | Placering | Resultat         | Placering        |
| --------------------------------------------------------------- | ------------- | -------- | --------- | ----------- | ----------- | --------- | --------- | ---------------- | ---------------- |
| Kim Gevaert                                                     | 100 meter     | 11,18    | 3 Q       | 11,17       | 2 Q         | 11,40     | 17        | Gick inte vidare | Gick inte vidare |
| Kim Gevaert                                                     | 200 meter     | 22,76    | 2 Q       | 22,68       | 3 Q         | 22,48 NR  | 3 Q       | 22,84            | 6                |
| Kim Gevaert Élodie Ouédraogo Lien Huyghebaert Katleen De Caluwé | 4 x 100 meter | 43,08 NR | 3 Q       | i.u.        | i.u.        | i.u.      | i.u.      | 43,11            | 6                |

Fältgrenar och sjukamp
| Idrottare     | Gren     | Kval     | Kval      | Final    | Final     |
| Idrottare     | Gren     | Resultat | Placering | Resultat | Placering |
| ------------- | -------- | -------- | --------- | -------- | --------- |
| Tia Hellebaut | Höjdhopp | 1,95     | =4 Q      | 1,85     | 12        |

## Fäktning
Herrar
| Cédric Gohy | Florett | BYE | Kellner (USA) L 12-15 | Gick inte vidare | Gick inte vidare | Gick inte vidare | Gick inte vidare | Gick inte vidare |

## Gymnastik

### Artistisk
Damer
Mångkamp, ind.
| Idrottare          | Kval    | Kval    | Kval    | Kval    | Kval   | Kval      | Final   | Final   | Final   | Final   | Final  | Final     |
| Idrottare          | Redskap | Redskap | Redskap | Redskap | Totalt | Placering | Redskap | Redskap | Redskap | Redskap | Totalt | Placering |
| Idrottare          | V       | UB      | BB      | F       | Totalt | Placering | V       | UB      | BB      | F       | Totalt | Placering |
| ------------------ | ------- | ------- | ------- | ------- | ------ | --------- | ------- | ------- | ------- | ------- | ------ | --------- |
| Aagje Vanwalleghem | 9,275   | 9,200   | 8,825   | 8,925   | 36,225 | 29 Q      | 9,225   | 9,075   | 8,287   | 8,275   | 34,862 | 23        |

## Judo
Damer
| Idrottare         | Gren                     | Sextondelsfinal               | Åttondelsfinal             | Kvartsfinal              | Semifinal            | Återkval                                                                | Final                                | Final            |
| Idrottare         | Gren                     | Motståndare Resultat          | Motståndare Resultat       | Motståndare Resultat     | Motståndare Resultat | Motståndare Resultat                                                    | Motståndare Resultat                 | Placering        |
| ----------------- | ------------------------ | ----------------------------- | -------------------------- | ------------------------ | -------------------- | ----------------------------------------------------------------------- | ------------------------------------ | ---------------- |
| Ilse Heylen       | Halv lättvikt (-52 kg)   | Ravaoarisoa (MAD) W 0200-0000 | Kaliyeva (KAZ) W 1000-0000 | Savón (CUB) L0000-0101   | Gick inte vidare     | Omgång 2 Askelof (SWE) W 0201-0000 Omgång 3 Singleton (GBR) W 0011-0000 | Bronsmatch Euranie (FRA) W 0001-0000 | 3                |
| Gella Vandecaveye | Halv mellanvikt (-63 kg) | Ishii (BRA) W 1000-0000       | Tampasi (GRE) W 1020-0000  | Žolnir (SLO) L 0001-1001 | Gick inte vidare     | Omgång 2 González (CUB) L 0000-1000                                     | Gick inte vidare                     | Gick inte vidare |
| Catherine Jacques | Mellanvikt (-70 kg)      | Kim (KOR) W 0011-0010         | Shu (TPE) W 0220-0010      | Ueno (JPN) L0000-1000    | Gick inte vidare     | Omgång 2 Sraka (SLO) W 0200-0000 Omgång 3 Kim (PRK) W 0110-0030         | Bronsmatch Böhm (GER) L 0000-1000    | =5               |

## Kanotsport
Sprint
| Kanotist                  | Gren                 | Heat     | Heat      | Semifinal | Semifinal | Final            | Final            |
| Kanotist                  | Gren                 | Tid      | Placering | Tid       | Placering | Tid              | Placering        |
| ------------------------- | -------------------- | -------- | --------- | --------- | --------- | ---------------- | ---------------- |
| Wouter D'Haene Bob Maesen | Herrarnas K-2 1000 m | 3:14.447 | 4 QS      | 3:11.757  | 1 QF      | 3:20.196         | 5                |
| Petra Santy               | Damernas K-1 500 m   | 1:52.834 | 3 QS      | 1:54.534  | 4         | Gick inte vidare | Gick inte vidare |

## Ridsport

### Fälttävlan
| Ryttare                                                                                  | Häst           | Gren                    | Dressyr | Dressyr   | Terräng    | Terräng    | Terräng    | Hoppning         | Hoppning         | Hoppning         | Hoppning         | Hoppning         | Hoppning         | Totalt           | Totalt           |
| Ryttare                                                                                  | Häst           | Gren                    | Dressyr | Dressyr   | Terräng    | Terräng    | Terräng    | Kval             | Kval             | Kval             | Final            | Final            | Final            | Totalt           | Totalt           |
| Ryttare                                                                                  | Häst           | Gren                    | Straff  | Placering | Straff     | Totalt     | Placering  | Straff           | Totalt           | Placering        | Straff           | Totalt           | Placering        | Straff           | Placering        |
| ---------------------------------------------------------------------------------------- | -------------- | ----------------------- | ------- | --------- | ---------- | ---------- | ---------- | ---------------- | ---------------- | ---------------- | ---------------- | ---------------- | ---------------- | ---------------- | ---------------- |
| Hendrik Degros                                                                           | Mr. Noppus     | Individuell fälttävlan  | 63,80 # | 54        | 18,40      | 82,20      | 46         | 0,00             | 82,20            | 37               | Gick inte vidare | Gick inte vidare | Gick inte vidare | 82,20            | 37               |
| Dolf Desmedt                                                                             | Bold Action    | Individuell fälttävlan  | 57,00 # | 38        | 31,20 #    | 88,20 #    | 53         | 4,00 #           | 92,20 #          | 43               | Gick inte vidare | Gick inte vidare | Gick inte vidare | 92,20            | 43               |
| Karin Donckers                                                                           | Gormley        | Individuell fälttävlan  | 56,40   | 36        | 0,00       | 56,40      | 25         | 0,00             | 56,40            | 17 Q             | 8,00 #           | 64,40            | 16               | 64,40            | 16               |
| Constantin Van Rijckevorsel                                                              | Withcote Nelie | Individuell fälttävlan  | 48,00   | 25        | 6,40       | 54,40      | 19         | 0,00             | 54,40            | 15 Q             | 4,00             | 58,40            | 10               | 58,40            | 10               |
| Joris Vanspringel                                                                        | Over and Over  | Individuell fälttävlan  | 56,00   | 35        | Eliminerad | Eliminerad | Eliminerad | Gick inte vidare | Gick inte vidare | Gick inte vidare | Gick inte vidare | Gick inte vidare | Gick inte vidare | Gick inte vidare | Gick inte vidare |
| Hendrik Degros Dolf Desmedt Karin Donckers Constantin Van Rijckevorsel Joris Vanspringel | Se ovan        | Lagtävling i fälttävlan | 160,40  | 7         | 24,80      | 193,00     | 8          | 0,00             | 193,00           | 1                | i.u.             | i.u.             | i.u.             | 193,00           | 7                |

### Hoppning
| Ryttare                                                           | Häst       | Gren                  | Kval     | Kval      | Kval     | Kval     | Kval      | Kval     | Kval     | Kval      | Final            | Final            | Final            | Final            | Final            | Totalt           | Totalt           |
| Ryttare                                                           | Häst       | Gren                  | Omgång 1 | Omgång 1  | Omgång 2 | Omgång 2 | Omgång 2  | Omgång 3 | Omgång 3 | Omgång 3  | Omgång A         | Omgång A         | Omgång B         | Omgång B         | Omgång B         | Totalt           | Totalt           |
| Ryttare                                                           | Häst       | Gren                  | Straff   | Placering | Straff   | Totalt   | Placering | Straff   | Totalt   | Placering | Straff           | Placering        | Straff           | Totalt           | Placering        | Straff           | Placering        |
| ----------------------------------------------------------------- | ---------- | --------------------- | -------- | --------- | -------- | -------- | --------- | -------- | -------- | --------- | ---------------- | ---------------- | ---------------- | ---------------- | ---------------- | ---------------- | ---------------- |
| Dirk Demeersman                                                   | Clinton    | Individuell hoppning  | 12       | =60       | 0        | 12       | =28 Q     | 8        | 20       | =29 Q     | 8                | =12 Q            | 4                | 12               | =4               | 12               | =4               |
| Jos Lansink                                                       | Cumano     | Individuell hoppning  | 4        | =19       | 13       | 17       | =42 Q     | 0        | 17       | =21 Q     | 12               | 30               | Gick inte vidare | Gick inte vidare | Gick inte vidare | 12               | 30               |
| Ludo Philippaerts                                                 | Parco      | Individuell hoppning  | 0        | =1        | 4        | 4        | =5 Q      | 16       | 20       | =29 Q     | 4                | =4 Q             | 8                | 12               | =4               | 12               | =4               |
| Stany Van Paesschen                                               | O de Pomme | Individuell hoppning  | 4        | =19       | 8        | 12       | =28 Q     | 8        | 20       | =29       | Gick inte vidare | Gick inte vidare | Gick inte vidare | Gick inte vidare | Gick inte vidare | Gick inte vidare | Gick inte vidare |
| Dirk Demeermsan Jos Lansink Ludo Philippaerts Stany Van Paesschen | Se ovan    | Lagtävling i hoppning | i.u.     | i.u.      | i.u.     | i.u.     | i.u.      | i.u.     | i.u.     | i.u.      | 12               | =4 Q             | 16               | 28               | 6                | 28               | 6                |

## Rodd
Herrar
| Idrottare                             | Gren                    | Heat    | Heat      | Återkval | Återkval  | Semifinal | Semifinal | Final   | Final     | Final |
| Idrottare                             | Gren                    | Tid     | Placering | Tid      | Placering | Tid       | Placering | Tid     | Placering |       |
| ------------------------------------- | ----------------------- | ------- | --------- | -------- | --------- | --------- | --------- | ------- | --------- | ----- |
| Tim Maeyens                           | Singelsculler           | 7:17,68 | 1 SA/B/C  | BYE      | BYE       | 6:50,33   | 2 FA      | 7:01,74 | 6         |       |
| Justin Gevaert Wouter Van der Fraenen | Lättvikts-dubbelsculler | 6:26,25 | 4 R       | 6:31,18  | 3 SC/D    | 6:25,34   | 2 FC      | 6:59,07 | 15        |       |

## Segling
Herrar
| Seglare             | Gren      | Lopp | Lopp | Lopp | Lopp | Lopp | Lopp | Lopp | Lopp | Lopp | Lopp | Lopp | Summerad poäng | Finalplacering |
| Seglare             | Gren      | 1    | 2    | 3    | 4    | 5    | 6    | 7    | 8    | 9    | 10   | M*   | Summerad poäng | Finalplacering |
| ------------------- | --------- | ---- | ---- | ---- | ---- | ---- | ---- | ---- | ---- | ---- | ---- | ---- | -------------- | -------------- |
| Sébastien Godefroid | Finnjolle | 19   | 12   | 2    | 5    | 6    | 5    | 3    | 11   | 24   | 18   | 15   | 96             | 7              |

M = Medaljlopp; EL = Eliminerad – gick inte vidare till medaljloppet;
Damer
| Seglare         | Gren        | Lopp | Lopp | Lopp | Lopp | Lopp | Lopp | Lopp | Lopp | Lopp | Lopp | Lopp | Summerad poäng | Finalplacering |
| Seglare         | Gren        | 1    | 2    | 3    | 4    | 5    | 6    | 7    | 8    | 9    | 10   | M*   | Summerad poäng | Finalplacering |
| --------------- | ----------- | ---- | ---- | ---- | ---- | ---- | ---- | ---- | ---- | ---- | ---- | ---- | -------------- | -------------- |
| Sigrid Rondelez | Mistral     | 17   | 7    | 19   | 14   | 15   | 18   | 18   | 21   | 13   | 12   | 15   | 148            | 18             |
| Min Dezillie    | Europajolle | 13   | 1    | 20   | 3    | 16   | DNF  | 19   | 20   | 2    | 23   | 16   | 133            | 15             |

M = Medaljlopp; EL = Eliminerad – gick inte vidare till medaljloppet;
Öppen
| Seglare           | Gren  | Lopp | Lopp | Lopp | Lopp | Lopp | Lopp | Lopp | Lopp | Lopp | Lopp | Lopp | Summerad poäng | Finalplacering |
| Seglare           | Gren  | 1    | 2    | 3    | 4    | 5    | 6    | 7    | 8    | 9    | 10   | M*   | Summerad poäng | Finalplacering |
| ----------------- | ----- | ---- | ---- | ---- | ---- | ---- | ---- | ---- | ---- | ---- | ---- | ---- | -------------- | -------------- |
| Philippe Bergmans | Laser | 9    | 4    | 5    | 14   | 32   | 14   | 17   | 27   | 20   | 18   | 31   | 159            | 18             |

M = Medaljlopp; EL = Eliminerad – gick inte vidare till medaljloppet;

## Taekwondo
| Idrottare     | Gren            | Åttondelsfinaler       | Kvartsfinaler         | Semifinaer           | Återkval             | Bronsmatch           | Final                | Final            |
| Idrottare     | Gren            | Motståndare Resultat   | Motståndare Resultat  | Motståndare Resultat | Motståndare Resultat | Motståndare Resultat | Motståndare Resultat | Placering        |
| ------------- | --------------- | ---------------------- | --------------------- | -------------------- | -------------------- | -------------------- | -------------------- | ---------------- |
| Laurence Rase | Damernas +67 kg | Mikryukova (UZB) W 9–6 | Falavigna (BRA) L 4–8 | Gick inte vidare     | Gick inte vidare     | Gick inte vidare     | Gick inte vidare     | Gick inte vidare |

## Tennis
| Spelare                       | Gren       | Omgång 1                            | Omgång 2                          | Åttondelsfinaler       | Kvartsfinaler           | Semifinaler                   | Final / BM                | Final / BM       |
| Spelare                       | Gren       | Motståndare Poäng                   | Motståndare Poäng                 | Motståndare Poäng      | Motståndare Poäng       | Motståndare Poäng             | Motståndare Poäng         | Placering        |
| ----------------------------- | ---------- | ----------------------------------- | --------------------------------- | ---------------------- | ----------------------- | ----------------------------- | ------------------------- | ---------------- |
| Xavier Malisse                | Herrsingel | Youzhny (RUS) L 2–6, 2–6            | Gick inte vidare                  | Gick inte vidare       | Gick inte vidare        | Gick inte vidare              | Gick inte vidare          | Gick inte vidare |
| Olivier Rochus                | Herrsingel | Philippoussis (AUS) W 3–6, 6–0, 6–1 | Moyá (ESP) L 0–6, 6–7(3–7)        | Gick inte vidare       | Gick inte vidare        | Gick inte vidare              | Gick inte vidare          | Gick inte vidare |
| Xavier Malisse Olivier Rochus | Herrdubbel | i.u.                                | Llodra / Santoro (FRA) L 3–6, 2–6 | Gick inte vidare       | Gick inte vidare        | Gick inte vidare              | Gick inte vidare          | Gick inte vidare |
| Justine Henin-Hardenne        | Damsingel  | Strýcová (CZE) W 6–3, 6–4           | Vento-Kabchi (VEN) W 6–2, 6–1     | Pratt (AUS) W 6–1, 6–0 | Pierce (FRA) W 6–4, 6–4 | Myskina (RUS) W 7–5, 5–7, 8–6 | Mauresmo (FRA) W 6–3, 6–3 | 1                |

## Triathlon
| Triathlet     | Gren               | Simning (1,5 km) | Trans 1 | Cykling (40 km) | Trans 2 | Löpning (10 km) | Total tid  | Placering |
| ------------- | ------------------ | ---------------- | ------- | --------------- | ------- | --------------- | ---------- | --------- |
| Kathleen Smet | Damernas triathlon | 19:42            | 0:21    | 1:09:25         | 0:23    | 36:28           | 2:05:35,89 | 4         |
| Mieke Suys    | Damernas triathlon | 20:26            | 0:20    | 1:09:59         | 0:22    | 38:47           | 2:09:12,57 | 22        |